# CrowdOptic
CrowdOptic é uma empresa privada fundada em 2010 por Jon Fisher, Jeff Broderick, Doug Van Blaricom e Alex Malinovski. Jon Fisher é o diretor executivo CEO da empresa, sediada em São Francisco. CrowdOptic é conhecida por sua tecnologia móvel que recolhe e analisa dados de câmeras de smartphones, com base onde eles estão apontados, para identificar as áreas de elevado interesse.

## Google Glass
Em 2014, CrowdOptic em parceria com o time de basquete Sacramento Kings, desenvolveu uma visão alternativa durante um jogo de basquete usando o Google Glass. A empresa transmitiu através do Google Glass imagens de vídeo pela perspectiva de jogadores e líderes de torcida no telão e nos dispositivos móveis. Esta tecnologia também foi implementada durante o aquecimento da equipe de basquete de Stanford.

## Tecnologia
O CrowdOptic analisa dados de dispositivos móveis com a finalidade de identificar a presença de hotspots, e conecta o Google Glass a transmissões de vídeos em tempo real.